# Leo Ries
Leo Ries (* 8. Januar 1901 in Remagen; † 12. Juli 1988 in Trier) war ein römisch-katholischer Lehrer, Schriftleiter des „Paulinus“ und Widerstandskämpfer gegen den Nationalsozialismus.

## Leben
Der Sohn des Küfermeisters Matthias Ries und dessen Frau Margarete (geborene Schön) wuchs in Remagen, Sinzig/Rhein und Neuss auf. Nach Beendigung der Volksschule Remagen begann er 1915 eine Lehrer-Präparandenanstalt in Sinzig/Rhein und darauf 1918 ein Lehrerseminar in Neuss. Er war 1922 Referent beim Bühnenvolksbund in Frankfurt am Main und 1925 Bürovorsteher im Notariat Sinzig. Von 1927 bis 1930 war er Lehrer in Katzenbach, Altenkirchen und Webach. Lehrer in Nauroth/Westerwald war er von 1930 bis 1933. 1933 folgte die Entlassung wegen politischer Unzuverlässigkeit („Fanatischer Kämpfer der Zentrumspartei“). Anschließend war Leo Ries von 1934 bis 1937 Geschäftsführer der Trierer Bistumszeitung „Paulinus“ in Remagen und Saarbrücken. 1937 bis 1938 war er Schriftleiter. Nachdem 1938 die „Paulinus“ von den Nationalsozialisten verboten wurde, wurde er im selben Jahr Hilfsaufseher im Untersuchungsgefängnis Trier. 1939 war Leo Ries Werftbuchhalter in Ostswine/Swinemünde und nach seiner fristlosen Entlassung Expedient bei dem Unternehmen Soennecken in Berlin. 1941 bis 1945 wurde er als Kriegsteilnehmer an die Ostfront geschickt und war mehrmals in Kriegsgefangenschaft. Als er zurückkehrte, wurde er Rektor der Volksschule Trier-Euren, war 1946 Schulrat des Kreises Bitburg, 1947 zusätzlich Schulrat des Kreises Prüm, 1949 auch noch Schulrat des Kreises Saarburg und 1951 Regierungsschulrat bei der Regierung in Trier.
Leo Ries war Mitbegründer des Marienburger Lehrerkreises, Mitbegründer des Lorenz-Kellner-Vereins in Trier, Mitglied im Vorstand des Volksbundes Deutscher Kriegsgräberfürsorge und Präfekt der Marianischen Bürgersodalität Trier.

## Auszeichnungen
- 1976: Ritter des Päpstlichen Ordens vom hl. Silvester